# 舊港庄
舊港庄為1920年至1941年間存在之行政區，轄屬新竹州新竹郡。今新竹縣竹北市、新竹市北區的一部份。

## 街原名
原屬
- 竹北一堡之番仔陂庄、豆仔埔庄、新社庄、馬麟厝庄、溝貝庄、蔴園庄、舊港庄、白地粉庄、溪洲庄、新庄仔庄、槺榔庄、十塊藔庄、油車港庄
- 竹北二堡之大眉、貓兒錠庄[1]

## 行政區劃
舊港庄轄域內分為舊港、槺榔、十塊寮、油車港、番子坡、豆子埔、新社、馬麟厝、溝貝、麻園、白地粉、溪洲、新庄子、大眉、貓兒錠十五個大字。
- 十塊寮大字下有「十塊寮」、「蟹子埔」小字名
- 貓兒錠大字下有「後面」、「山脚」、「拔子窟」小字名
- 大眉大字下有「大眉」、「松柏林」小字名[1]

1941年舊港庄與六家合併成立竹北。槺榔、十塊寮、油車港與舊港之一部分劃入新竹市。